# Dommeltje

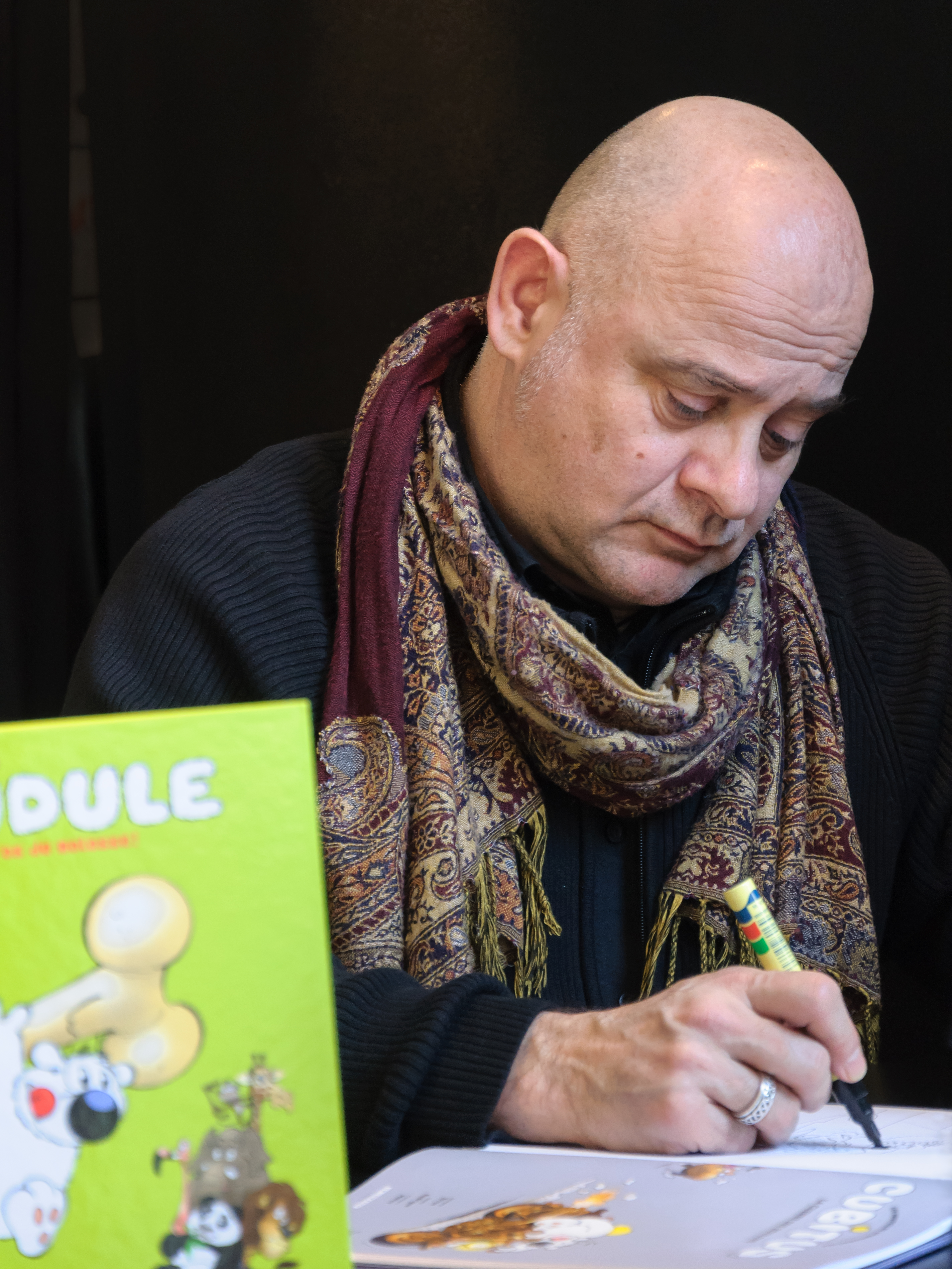
Michel Rodrigue signeert Dommel; een album van Dommeltje staat op de voorgrond (2013)

Dommeltje is een Belgische stripreeks van tekenaar Michel Rodrigue. De reeks bestaat uit gags van één of twee pagina's van maximaal drie stroken. Het is een spin-off van Dommel, een stripreeks begonnen door Dupa en na diens dood overgenomen door diezelfde Rodrigue en scenarist Pierre Aucaigne, die meeschreef aan het eerste album. Dommeltje speelde ook al in Dommel mee, als klein neefje van Dommel. De reeks startte in 2011 en wordt uitgegeven bij Le Lombard. De oorspronkelijke Franse naam Bidule betekent zoveel als "pantoniem".
De reeks werd stopgezet na drie albums.

## Inhoud
Dommeltje is een jonge bobtail. Als hond is hij waardeloos: het is geen waakhond, hij apporteert niet, hij kan niet blaffen (verder dan "woesj" gaat het niet), hij gehoorzaamt niet en is vooral uit op eten. Hij werd gekocht door een koppel dat bestaat uit twee dierenartsen, Louise en Max. Zij hebben al heel wat dieren in huis, waaronder Snoesje (een kattinnetje), drie uit het nest gevallen mussen, Lobbes (een grote, zware, vegetarische hond), een kikker, muizen, Hammie (een hamster), kippen en vissen. Allen worden vriendjes van Dommeltje.

## Albums
1. Woesj (2011); scenario: Pierre Aucaigne & Michel Rodrigue
2. Malle hond! (2011); scenario: Adeline Blondieau
3. Een hele kluif! (2012); scenario: Rodrigue